# Trimazosin
Trimazosin là một thuốc chẹn alpha giao cảm.